# Falsogastrallus
Falsogastrallus là một chi bọ cánh cứng thuộc họ Ptinidae.

## Phân loài
Có 3 loài được ghi nhận trong chi Falsogastrallus:
- Falsogastrallus librinocens (Fisher, 1938) i c g
- Falsogastrallus sauteri Pic, 1914 g
- Falsogastrallus unistriatus (Zoufal, 1897) g

Data sources: i = ITIS, c = Catalogue of Life, g = GBIF, b = Bugguide.net